# 香港教育政策問題
香港教育水平於不同國際級統計均得到高度認可，例如2012年英國教育媒體公司培生集團參考了識字率、國際考試成績、大學入學率及2006至2010年的畢業率等數據，公布了全球教育系統排名，香港便名列全球第三，不過香港的教育政策近年亦出現一些問題被社會討論，或是民間團體、政黨要求檢討，其中特殊教育方面包括融合教育政策問題，大專界則包括重研輕教及流浪講師的問題。

## 融合教育政策
香港政府自 1997 年開始，推行融合教育，讓一些有輕微學習困難的學生，可以選擇入讀主流學校。原意為希望讓有特殊教育需要的學生學習如何去融入主流的社會，並讓同學、教師及家長「認識、接受和尊重個別差異，甚至欣賞差異的可貴」。不過，有關政策的成效並未得到認同，香港平等機會委員會亦曾展開有關「融合教育制度下殘疾學生的平等學習機會研究」，結果指出現行的融合教育政策之實施情況遠遠未達到令人滿意的水平。其中被學者提及的成因，包括資源運用欠缺監管、未能夠有效地分流特教學生、特教學生並沒有獲得有效的學習調適、融合教育並未做到全校參與及融合教育的對象並未涵蓋患有精神病的學生等。

### 各界立場
- 教協於2007年進行一項問卷調查，受訪教師認為融合教育政策是十大「對改善教育最無效的政策」、「推行最不妥善的政策」、「最反對、覺得最不應實施的政策」。[3]
- 公民黨：於發表的2018-19年度公民黨施政報告意見書中，公民黨要求政府全面檢討現時融合政策教育政策的成效與流弊；儘快檢討「學習支援津貼」的成效；恢復兩年制特殊教育教師培訓課程，強化教師照顧有特殊教育需要的學童（SEN ）的知識，讓 SEN 學生得到更佳照顧。[4]
- 工黨：工黨立法會議員張超雄於2019年和公民黨立法會議員郭榮鏗，曾經聯合提出的《特殊教育需要條例草案》，規定教育機構必須為有特殊教育需要的學生制定「個別學習計劃」(Individual Education Plan)為重心，並配合擴闊特殊教育學生的定義和各項保障機制，以保障有特殊教育需要的學生獲得平等學習機會。公民黨的新聞稿又指，政府一直以不同原因反對私人草案，惟過去數年，政府在特殊教育及融合教育政策上卻不斷吸納私人草案及政策意見書的內容。[5]

## 十五年免費教育
十五年免費教育是指：將幼稚園的三年教育劃入政府經常性開支，家長不用為此而額外交錢。
現時，香港實踐基本半日制單位資助，有70%至80%半日制幼園學童毋須交學費。

### 各界立場
- 民主黨
  - 身兼教協會長的立法會議員張文光於2010年因應澳門落實十五年免費教育，促進政府盡快回應，但教育局局長孫明揚當時表明未有計劃落實。[7]
  - 立法會議員黃碧雲曾經於2013年1月於經濟日報撰文，促請政府落實15年免費教育，又指澳門和台灣也逐步實踐免費幼兒教育，台灣亦已將所有5歲幼兒納入免費教育，香港需要加緊落實15年的免費教育政策，免得香港的教育服務落後於人。[8]

## 重研輕教及流浪講師問題
重研輕教泛指各大專院校將資源傾側向研究方面以推高學術排名，並將教學工作依賴予非全職的流浪講師。

## 人文學及社會科學研究資助問題

### 各界立場
- 民主黨立法會議員黃碧雲曾經於2019年9月3日在教育事務委員會發言，批評人文學及社會科學研究在競逐研究資助計劃下得不到公平的對待。人文學與科學的研究項目以相同的準則評審。結果，人文學研究項目一般獲分配較少撥款。她建議研資局參考海外（例如英國）的經驗，考慮採取不同的機制評審不同學科的研究建議書，或者另行探討措施，確保研究撥款平均分配給各個學科。[10]

## 衍生的學童自殺问题
虽然香港的教育制度有所改变，然而改革成效不彰，反而被部分持分者認為此教育制度非常失敗，不僅埋沒了大量人文、音樂、藝術、體育等範疇的人材，更有青少年因無法升讀大學而自殺。此外，香港學生的入大學率亦是已發展中國家/地區最低，只有約20%。近年香港特區政府雖然大量擴充私營專上課程學額，令大專升學比例大增，但畢業生的質素卻因而下降。香港青少年的學業及朋輩壓力，被指是香港學生連續自殺事件的主因。

## 資料來源
1. ↑  全球教育系統排名港第三 （页面存档备份，存于） 《星島日報》 2012年11月27日
2. ↑  .   [2020-04-11]. （原始内容存档于2016-03-17）. （页面存档备份，存于）
3. 1 2  吳善揮. . 臺灣教育評論月刊. 2014, 3 (1): 106-111.
4. ↑  公民黨.  (PDF).   [2020-04-11]. （原始内容存档 (PDF)于2020-04-15）. （页面存档备份，存于）
5. ↑  .   [2020-04-11]. （原始内容存档于2020-12-04）. （页面存档备份，存于）
6. ↑  . 香港法冶報. 2016年6月28日  [2022-04-11].
7. ↑  .   [2020-04-19]. （原始内容存档于2019-10-31）. （页面存档备份，存于）
8. ↑  黃碧雲. .   [2020-04-19].
9. ↑  胡家欣. . 香港01. 2018-06-09  [2020-02-06]. （原始内容存档于2020-02-06） （中文（香港））. （页面存档备份，存于）
10. ↑   (PDF).   [2020-04-20]. （原始内容存档 (PDF)于2020-08-25）. （页面存档备份，存于）